# Merihathor
Merihathor az ókori egyiptomi X. dinasztia első uralkodója volt. Merihathort a dinasztia alapítójának tartják.

## Uralkodása
Uralkodása i. e. 2130 körül kezdődött. Neve nem szerepel a torinói királylistán, II. Dzsehutinaht, Wenet nomosz kormányzójának egy felirata azonban említi nevét a hatnubi alabástrombányákban; jelenleg ez Merihathor egyetlen fennmaradt említése.
Nevének olvasata vitatott; a Hathor istennő nevét jelentő hieroglifa (Gardiner jellistájában a C9) részben sérült, így egyes tudósok, például Edward Brovarski úgy tartják, a király valódi neve a memphiszi hagyományokhoz közelebb álló Meriibré („Ré szívének kedveltje”) lehetett. Egyes tudósok, akik ezt az alternatív olvasatot támogatják, azonosnak tekintik a királyt utódjával, VIII. Noferkaréval, és Noferkaré Meriibréként említik a X. dinasztia alapítóját.

## Fordítás
- Ez a szócikk részben vagy egészben  a   Meryhathor című angol Wikipédia-szócikk ezen változatának fordításán alapul.  Az eredeti cikk szerkesztőit annak laptörténete sorolja fel. Ez a jelzés csupán a megfogalmazás eredetét és a szerzői jogokat jelzi, nem szolgál a cikkben szereplő információk forrásmegjelöléseként.